# ヤラ・レンジズ国立公園
ヤラ・レンジズ国立公園（Yarra Ranges National Park）は、オーストラリア・ビクトリア州に位置する国立公園。州都メルボルンの92km東に位置する。同園はヤラ川上流域を含む。

## 概要
- 近隣都市：メルボルン
- 座標：南緯37度40分50秒 東経145度59分27秒 / 南緯37.68056度 東経145.99083度
- 面積：760km²
- 設立：1995年